# Крістіане Гарцендорф
Крістіане Гарцендорф (нім. Christiane Harzendorf, 28 грудня 1967) — німецька академічна веслувальниця.
Бронзова призерка Олімпійських Ігор 1992 року в складі вісімки.
Чемпіонка світу 1989 року в складі розпашної четвірки без стернової, бронзова призерка 1990, 1993 років у складі вісімки.